# Vilhelm Erobreren
Vilhelm 1. (født ca. 1028, død 9. september 1087) eller Vilhelm Erobreren og nedsættende Vilhelm Bastarden var den første normanniske konge af England. Han regerede fra 1066 til sin død i 1087. Han var efterkommer af Rollo og som han hertug af Normandiet (som hertug Vilhelm 2.) fra 1035. Efter lang kamp var hans kontrol over Normandiet sikret i 1060, og han begyndte den normanniske erobring af England seks år senere. Resten af livet var præget af problemer med hans ældste søn og kampe for at konsolidere magten over England og Vilhelms besiddelser på kontinentet. 
Vilhelm var søn af den ugifte Robert 1. af Normandiet og Roberts elskerinde Herleva. Vilhelms uægte status og unge alder skabte problemer for ham, da han efterfulgte sin fader. Det samme gjorde det anarki, som prægede de første år af hans styre. Siden hans barndom havde det normanniske aristokrati kæmpet indbyrdes om kontrollen over barnehertugen og for deres egen magt. I 1047 formåede Vilhelm at knuse et oprør og han begyndte at etablere sin autoritet i hertugdømmet. Det varede til 1060. Hans ægteskab i 1050'erne med Matilda af Flandern gav ham en magtfuld allieret i hertugdømmet Flandern. Da han blev gift, kunne han arrangere aftaler med sine støtter – biskopper og abbeder i den normanniske kirke. Konsolideringen af hans magt gjorde det muligt for ham at udvide sit magtområde, og i 1062 fik Vilhelm kontrol over naboområdet Maine.
I 1050'erne og begyndelsen af 1060'erne deltog Vilhelm i kampen om den engelske krone, der sad på den barnløse Edvard Bekenderens hoved. Vilhelm var i familie med Edvard. Der var også andre, som ønskede kronen som den magtfulde engelske jarl Harold Godwinson, der blev udråbt som Englands konge, da Edvard lå på sit dødsleje i 1065/66. Vilhelm protesterede ved at sige, at Edvard havde lovet ham tronen, og at Harold havde svoret at støtte Vilhelms krav. Han byggede derfor en stor flåde og invaderede England i september 1066, hvor han vandt en overbevisende sejr og dræbte Harold under slaget ved Hastings den 14. oktober 1066. Efter flere militærinterventioner blev Vilhelm kronet som konge juledag 1066 i London. Han fik ordnet styret af England i begyndelsen af 1067 og vendte tilbage til Normandiet. Flere mislykkede oprør fulgte, men i 1075 var Vilhelms greb om England sikret i en grad, der gjorde det muligt for ham at bruge størstedelen af tiden som konge på at styre kontinentet.
Vilhelms sidste år blev præget af problemer på kontinentet, problemer med hans ældste søn og truslen om danernes invasioner. I 1086 beordrede han  Domesday Book skrevet. Den var en oversigt over alle jordejere i England og deres besiddelser. Vilhelm døde i september 1087, mens han ledte et felttog i Nordfrankrig, og han blev begravet i Caen. Hans styre i England var præget af opførelser af borge, af en ny normannisk adelstand, der bosatte sig i England og af ændring af den engelske gejstlighed. Han forsøgte ikke at samle sine riger til ét imperium, men fortsatte med at administrere dem hver for sig. Vilhelms landområder blev delt efter hans død: Normandiet gik til hans ældste søn, Robert Curthose, og hans næstældste søn, William Rufus, fik England.

## Baggrund
Nordboere begyndte at plyndre Normandiet i slutningen af 700-tallet. Permanente skandinaviske bosættelser optrådte allerede før år 911, hvor Rollo, der var en vikingehøvding, og Karl den Enfoldige af Frankrig aftalte, at grevskabet Rouen overgik til Rollo. Landet omkring Rouen blev kernen i det senere hertugdømme Normandiet. Normandiet blev muligvis brugt som base for skandinaviske angreb på England, der blev genoptaget i slutningen af 900-tallet. Det forværrede forholdet mellem England og Normandiet. I et forsøg på at forbedre dette ægtede Ethelred 2. den Rådvilde Emma af Normandiet, Richard 2.s søster i 1002.
De danske plyndringstogter i England fortsatte, og Æthelred søgte hjælp fra Richard og søgte tilflugt i Normandiet i 1013, da kong Svend Tveskæg drev Æthelred og hans familie fra England. Svends død i 1014 gjorde det muligt for Æthelred at vende hjem igen, mens Svends søn, Knud, udfordrede Æthelred, da han vendte tilbage. Æthelred døde pludseligt i 1016, og Knud blev konge over England. Æthelred og Emmas to sønner, Edward og Alfred, gik i eksil i Normandiet, mens Emma blev Knuds anden kone.
Efter Knuds død i 1035 overgik den engelske trone til Harald Harefod, der var hans søn med hans første kone, mens Hardeknud, hans søn med Emma, blev konge i Danmark. England var fortsat usikkert. Alfred vendte tilbage til England i 1036 for at besøge sin mor og muligvis for at udfordre kong Harald. Ved ankomsten blev han blindet og senere fundet død. En beretning antyder, at jarl Godwin af Wessex havde forbindelse med Alfreds død, mens andre beskylder Harald for at stå bag. Emma gik i eksil i Flandern, til Hardeknud blev konge efter Haralds død i 1040, og hans halvbror Edward fulgte Hardeknud til England; Edward blev udråbt som konge efter Hardeknuds død i juni 1042.

## Opvækst
Vilhelm blev født i 1027 eller 1028 i Falaise i Normandiet, sandsynligst mod slutningen af 1028. Han var eneste søn af Robert 1. af Normandiet, som igen var søn af Richard 2. af Normandiet. Hans moder, Herleva, var datter af Fulbert af Falaise; Fulbert var muligvis garver eller balsamerer. Hun var muligvis medlem af hertugens hushold, men hun ægtede ikke Robert. I stedet giftede hun sig med Herluin de Conteville, og de fik sønnerne Odo af Bayeux og Robert, greve af Mortain samt en datter, hvis navn er ukendt. En af Herlevas brødre, Walter, blev en af Vilhelms støtter og beskyttere, mens han var i undertal. Robert havde også en datter, Adelaide af Normandiet, med en anden elskerinde.
Robert blev hertug af Normandiet den 6. august 1027, hvor han efterfulgte sin ældre bror Richard 3., som havde fået titlen året før. Robert og hans bror havde været uenige om arvefølgen, og Richards død skete pludseligt. Robert blev af nogle kronikører beskyldt for at have dræbt sin bror. Det er en plausibel men ikke underbygget anklage. Forholdene i Normandiet var uafklaret, da adelsfamilier plyndrede kirken og Alan 3. af Bretagne førte krig mod hertugdømmet, muligvis for selv at tage magten. I 1031 havde Robert samlet en betragtelig støtte fra adelsfolk, hvoraf mange senere blev prominente  som Roberts onkel, Robert ærkebiskop af Rouen, der oprindeligt havde modsat sig hertugen, Osbern, en af Gunnoras hertug Richard 1.'s kones nevø og greve Gilbert af Brionne, en af Richard 1.s børnebørn. Roberts normanniske støtte fortsatte efter indsættelsen, hvor han støttede de engelske prinser Edward og Alfred, der stadig var i eksil i Nordfrankrig.
Der er tegn på, at Robert muligvis kortvarigt var trolovet med kong Knuds datter. Det er usikkert om Vilhelm var erstattet i hertugens arvefølge, hvis Robert havde haft en ægte søn. Tidligere hertuger havde været uægte, og Vilhelms overtagelse af titlen efter sin fader antyder, at Vilhelm blev betragtet som Roberts retmæssige arving. I 1034 besluttede hertug Robert at drage på pilgrimsfærd til Jerusalem. Selv om nogle støtter forsøgte at stoppe ham i at det, indkaldte Robert til råd i januar 1035, og han samlede de normanniske magthavere for at sværge troskab til Vilhelm som hans arving før han drog afsted. Han døde i juli ved Nicea, på vej tilbage til Normandiet.

## Hertug af Normandiet

### Udfordringer
Vilhelm stod over for adskillige udfordringer, da han blev hertug. Bl.a. at han var uægte, og at han var meget ung: syv eller otte år gammel. Han blev støttet af sin grandonkel, ærkebiskop Robert, samt kongen af Frankrig, Henrik 1.. Det betød, at han kunne overtage sin faders hertugdømme. Den støtte, som de engelske prinser i eksil fik i deres forsøg på at vende tilbage til England i 1036, viser, at den nye hertugs folk forsøgte at fortsætte hans faders politik, men ærkebiskop Roberts død i marts 1037 fjernede en af Vilhelms vigtigste støtter, og forholdene i Normandiet blev snart kaotiske.
Anarkiet i hertugdømmet varede til 1047, og blandt dem, der kæmpede om magten, var det vigtigt at få kontrol over den unge hertug. Til at begynde med havde Alan af Bretagne forældremyndigheden, men da Alan døde i slutningen af 1039 eller oktober 1040, overtog Gilbert af Brionne ansvaret for Vilhelm. Gilbert blev slået ihjel efter nogle måneder, og en ny værge, Turchetil, blev dræbt kort efter Gilbert. Endnu en værge, Osbern, blev dræbt i begyndelsen af 1040'erne i Vilhelms kammer, mens hertugen sov. Det blev fortalt, at Walter, Vilhelms onkel på mors side, til tider var tvunget til at skjule den unge hertug i bondehuse, selv om denne historie muligvis kan være noget, som Orderic Vitalis har fundet på. Historikeren Eleanor Searle spekulerer på, om Vilhelm muligvis blev opfostret med sine tre fætre, som senere blev vigtige i hans karriere: William FitzOsbern, Roger de Beaumont og Roger af Montgomery. Selv om mange af de normanniske adelsmænd var engageret i deres egne private krige og fejder, mens Vilhelm endnu ikke havde den fulde kontrol, så anerkendte disse viscounts stadig hertugens overherredømme og det gejstlige hierarki støttede også Vilhelm.
Kong Henrik fortsatte med at støtte den unge hertug, men i slutningen af 1046 samledes modstandere af Vilhelm til oprør i Basse-Normandie ledet af Guy af Burgund med støtte fra Nigel, Viscount af Cotentin, og Ranulf, Viscount af Bessin. Ifølge historier, der muligvis er legender, blev der gjort forsøg på at fange Vilhelm ved Valognes, men han undslap i ly af mørket og søgte tilflugt hos kong Henrik. I begyndelsen af 1047 vendte Henrik og Vilhelm tilbage til Normandiet og vandt slaget ved Val-ès-Dunes ved Caen, selv om der kun er overleveret ganske få detaljer om slaget. William af Poitiers påstod, at slaget kun blev vundet ved hjælp af Vilhelm, men tidligere beretninger skriver, at kong Henriks mænd og hans lederskab også spillede en vigtig rolle. Vilhelm fik atter magten i Normandiet, og kort efter slaget blev Guds Fred bekendtgjort i hele hans hertugdømme i et forsøg på at begrænse krigsførelse og vold, ved at begrænse antallet af dage på året, hvor det var tilladt at slås. Selv om slaget ved Val-ès-Dunes markerede et vendepunkt i Vilhelms kontrol over hertugdømmet, blev det ikke enden på hans udfordringer med adelen. Fra 1047 til 1054 var der stort set konstant krig, og mindre kriser fortsatte helt til 1060.

### Konsolidering af magt
Vilhelms næste fokus blev Guy af Burgund, som trak sig tilbage til sin borg i Brionne, som Vilhelm belejrede. Efter en lang kamp formåede hertugen at få sendt Guy i eksil i 1050. For at tage sig af greven af Anjou, Geoffrey Martels, voksende magt slog Vilhelm sig sammen med kong Henrik i et felttog mod ham, det blev deres sidst kendte samarbejde. De formåede at erobre en angevinsk fæstning, men ikke meget andet. Geoffrey forsøgte at udvide sin autoritet til provinsen Maine særligt efter Hugh 4. af Maines død i 1051. Huset Bellêmes besiddelser, med bl.a.  Bellême på grænsen mellem Maine og Normandiet og fæstningerne i Alençon og Domfort var nøglen til kontrol over Maine. Bellêmes overherre var kongen af Frankrig, mens Domfort var under Geoffrey Martels overherredømme, og hertug Vilhelm var Alençons overherre. Huset Bellême, hvis landområder lå strategisk  mellem deres tre overherrer, formåede at spille dem ud mod hinande, og sikrede på den måde uafhængighed.
Ved Hugh af Maines død besatte Geoffrey Martel Maine før Vilhelm og kong Henrik; de formåede til sidst at drive Geoffrey ud af området, og  samtidigt sikrede Vilhelm sig kontrollen over Bellême-familiens fæstninger ved Alençon og Domfort. Således var han i stand til at hævde sit overherredømme over huset Bellême og tvinge dem til at handle i normannernes interesse. Men i 1052 slog kongen og Geoffrey Martel pjalterne sammen mod Vilhelm, hvorefter nogle normanniske adelsmænd begyndte at udfordre Vilhelms øgede magt. Henriks nye alliance var sandsynligvis motiveret af hans ønske om at beholde sin dominans over Normandiet. Den blev nu truet af Vilhelms større magt over hertugdømmet. Vilhelm var i kamp mod sin egen adel i hele 1053, samt med den nye ærkebiskop af Rouen, Mauger. I februar 1054 igangsatte kongen og de normanniske oprørere en dobbelt invasion af hertugdømmet. Henrik ledte hovedstyrken gennem området Évreux, mens den anden del under den franske konges bror Odo invaderede det østlige Normandiet.
Vilhelm mødte invasionen ved at dele sin hær: den første del, som han selv førte, blev sendt mod Henrik. Den anden under nogle af dem, som blev Vilhelms stærke og stabile støtter som Robert, greve af Eu, Walter Giffard, Roger af Mortemer og William de Warenne, stod over for den anden invasionsstyrke. Den besejrede invasionstyrken i slaget ved Mortemer. Ud over at standse begge invasioner gjorde slaget det muligt for hertugens ecclesiastiske støtter at afsætte Mauger fra ærkebispesædet i Rouen. Mortemer markerede endnu et vendepunkt i Vilhelms øgede indflydelse og kontrol i hertugdømmet, selv om hans konflikt med den franske konge og greven af Anjou fortsatte helt frem til 1060. Henrik og Geoffrey ledte andre invasion af Normandiet i 1057, men blev besejret af Vilhelm under slaget ved Varaville. Den blev den sidste invasion af Normandiet i Vilhelms levetid. I 1058 invaderede Vilhelm området Dreux, hvor han erobrede Tillières-sur-Avre og Thimert. Henrik forsøgte at stoppe Vilhelm, men belejringen af Thimert trak ud i to år til Henriks død. Grev Geoffrey og kongens død i 1060 cementerede skiftet i magtbalancen til Vilhelm.
En faktor i Vilhelms favør var hans ægteskab med Matilda af Flandern, der var datter af grev Baldwin 5. af Flandern. Det blev arrangeret i 1049, men pave Leo 9. forbød det under koncilet i Reims i oktober 1049. Brylluppet fortsatte dog stadig i begyndelsen af 1050'erne, muligvis uden godkendelse fra paven. Ifølge en senere kilde, der ikke bliver betragtet som særlig pålidelig, blev det først godkendt af paven i 1059, men da forholdet mellem paven og normannerne generelt var gode i 1050'erne, og normanniske gejstlige kunne besøge Rom i 1050 uden problemer, skete stadfæstelsen sandsynligvis før. Den pavelige godkendelse af ægteskabet har tilsyneladende krævet grundlæggelsen af to klostre Caen – et af Vilhelm og et af Matilda. Ægteskabet var vigtigt for sikre Vilhelms status, da Flandern var et af de mere magtfulde franske territorier med bånd til den franske kongehus og de tyske kejsere. Samtidige forfattere betragtede ægteskabet, som gav fire sønner og fem eller seks døtre, som lykkeligt.

### Udseende og adfærd
Der findes intet autentisk portræt af Vilhelm; samtidige afbildninger af ham på Bayeux-tapetet og hans segl og mønter er de konventionelle. Der findes flere beskrivelser af ham som med et djærvt og robust udseende og med en dyb stemme. Han havde et godt helbred, til han blev gammel, selv om han blev temmelig fed. Han var stærk nok til at trække buer, som andre ikke kunne, og han havde stor udholdenhed. Geoffrey Martel beskrev ham som uden lige som stridsmand og som rytter. Undersøgelser af Vilhelms femur, den eneste knogle som er bevaret, da resten af ham blev ødelagt, viser, at han har været 1,78 m høj.
Der findes kilder om to læremestre, som den unge hertug havde i slutningen af 1030'erne og 1040'erne, men omfanget af Vilhelms uddannelse i læsning og skrivning er uklar. Han var ikke kendt som en mæcen for forfattere, og der er kun ganske få tegn på, at han støttede uddannelse eller andre intellektuelle aktiviteter. Orderic Vitalis skriver, at Vilhelm forsøgte at lære at læse oldengelsk sent i sit liv, men at han ikke havde den fornødne tid og hurtigt gav op. Vilhelms bedste hobby var tilsyneladende jagt til hest. Hans ægteskab med Matilda virker meget lidenskabeligt, og der er ingen tegn om, at han har været hende utro. Middelalderlige forfattere kritiserede Vilhelm for hans grådighed og grusomhed, men hans personlige fromhed blev rost i hans samtid.

### Normannisk administration
Den normanniske regering under Vilhelm lignede de tidligere hertugers meget. Det var et temmelig simpelt administrativt system, der byggede på hertugens hushold, som bestod af en gruppe officerer som stewards, butlere, marskalker. Hertugen rejste konstant rundt i hertugdømmet, hvor han bekræftede chartre og inkasserede penge. Størstedelen af indkomsten kom fra hertugdømmets jord samt fra told og få skatter. Pengene blev indsamlet af kammeret, der var en af afdelingerne i husholdet.
Vilhelm holdt tæt forbindelse med kirken i sit hertugdømme. Han deltog i kirkens konciler og udnævnte flere normanniske gejstlige som fx Maurilius til ærkebiskop af Rouen. Andre vigtige udnævnelser var Vilhelms halvbror Odo til biskop af Bayeux i 1049 eller 1050. Han bad også gejstligheden om råd som  Lanfranc, en ikke-normanner der arbejdede sig op til en af Vilhelms prominente kirkelige  rådgivere i 1040'erne,  1050'erne og 1060'erne. Vilhelm gav generøse gaver til kirken; fra 1035 til 1066 grundlagde det normanniske aristokrati mindst 20 nye klostre som de to i Caen, hvilket var en bemærkelsesværdig udvidelse af det religiøse liv i hertugdømmet.

## Engelske og kontinentale bekymringer
I 1051 har den barnløse kong Edward af England tilsyneladende valgt Vilhelm som sin efterfølger til den engelske trone. Vilhelm var barnebarn af Edvards onkel på mors side, Richard 2., hertug af Normandiet. Den angelsaksiske krønike, version "D", beskriver at Vilhelm besøgte England i slutningen af 1051, muligvis for at sikre konfirmeringen af ham som arving, eller også forsøgte Vilhelm at få hjælp til problemer i Normandiet. Turen er usandsynlig, idet Vilhelm var travlt beskæftiget med krig i Anjou på det tidspunkt. Hvad end Edvards ønsker var, så er det sandsynligt, at ethvert krav fra Vilhelm ville blive modsagt af Godwin, jarl af Wessex, der var medlem af den mest magtfulde familie i England. Edvard havde giftet sig med Edith, Godwins datter, i 1043, og Godwin var tilsyneladende en af Edvards primære støtter i hans krav på tronen. I 1050 var forholdet mellem kongen og jarlen dog blevet så dårligt, at det kulminerede i en krise i 1051, der førte til at Godwin og hans familie drog i eksil. Det var under dette eksil, at Edvard tilbød tronen til Vilhelm. Godwin vendte tilbage fra sit eksil i 1052 med en hær, og der blev indgået en aftale mellem kongen og jarlen, som gav jarlen og hans familie deres land tilbage og at normanneren Robert af Jumièges, som Edvard havde udnævnt til ærkebiskop af Canterbury, blev erstattet med Stigand, biskop af Winchester. Ingen engelske kilder nævner et løfte fra ærkebiskop Robert til Vilhelm om at støtte arvefølgen, og de to normanniske kilder, der nævner det, William af Jumièges og William af Poitiers, er ikke præcise om, hvornår det første besøg fandt sted.
Grev Herbert 3. af Maine døde i 1062, og Vilhelm, der havde trolovet sin ældste søn Robert med Herberts søster Margaret, krævede grevskabet til sin søn. Lokale adelsmænd modsatte sig det, men Vilhelm invaderede, og i 1064 havde han  kontrol over området. Vilhelm udnævnte en normanner til biskop af Le Mans i 1065. Han tillod også sin søn Robert Curthose at sværge troskab til den nye greve af Anjou, Geoffrey den Skæggede. Vilhelms vestgrænse var således  sikret, men grænsen mod Bretagne var fortsat usikker. I 1064 invaderede Vilhelm Bretagne i et felttog, hvis detaljer ikke er kendt. Effekten var dog, at han destabiliserede Bretagne og tvang hertugen, Conan 2., til at fokusere på interne problemer frem for på ekspansion. Conans død i 1066 sikrede yderligere Vilhelms grænser. Vilhelm nød også godt af sin kampagne i Bretagne, idet han sikrede sig støtte fra bretonske adelsmænd, som endte med at støtte invasionen af England i 1066.
I England døde jarl Godwin i 1053, og hans sønner fik stadig større magt: Harold overtog sin faders jarldømme, og en anden søn, Tostig, blev jarl af Northumbria. Andre sønner fik jarldømmer senere: Gyrth blev jarl af East Anglia i 1057 og Leofwine blev jarl af Kent mellem 1055 og 1057. Nogle kilder påstår, at Harold deltog i Vilhelms felttog i Bretagne i 1064, og at Harold svor at opretholde Vilhelms krav om den engelske trone mod slutningen af felttogt, men der er ingen engelske kilder, der beskriver denne rejse, og det er uklart om den fandt sted. Det har muligvis været normannisk propaganda, der skulle miskreditere Harold, der var blevet en af dem, som kæmpede om at efterfølge kong Edvard. Imens var der kommet endnu en udfordrer på banen, der ønskede tronen; Edvard den Landflygtige, søn af Edmund Jernside og barnebarn af Æthelred 2., vendte tilbage til England i 1057, og selv om han døde kort tid efter, medbragte han sin familie med to døtre, Margaret og Christina, en søn, Edgar Ætheling.
I 1065 gjorde Northumbria oprør mod Tostig, og oprørerne valget Morcar, Edwin, jarl af Mercias yngre bror, som jarl i stedet for Tostig. Harold støttede oprørerne muligvis for at sikre støtte fra Edwin og Morcar til sit eget krav om tronen. Han overtalte kong Edvard til at erstattet Tostig med Morcar. Tostig gik i eksil i Flandern sammen med sin hustru Judith, der var datter af grev Baldwin 4. af Flandern. Edvards helbred var svækket, og han døde den 5. januar 1066. Det er uklart, hvad der præcist skete på hans dødsleje. En historie, som stammer fra Vita Edwardi, som er en biografi om Edvard, påstår, at Edvard blev passet af sin kone Edith, Harold, ærkebiskop Stigand og Robert FitzWimarc, og at kongen udnævnte Harold til sin efterfølger. De normanniske kilder bestrider ikke, at Harold blev udnævnt som konge, men de erklærer, at Harolds ed og Edvards tidligere løfte om tronen ikke kunne ændres på Edvards dødsleje. Senere engelske kilder hævder, at Harold blev valgt som konge af gejstligheden og stormændene i England.

## Invasionen af England

### Harolds forberedelse
Harold blev kronet den 6. januar 1066 i Edvards nye normanniske Westminster Abbey, selv om der er en del kontroverser om, hvem der udførte ceremonien. Engelske kilder hævder at Ealdred, ærkebiskop af York, udførte ceremonien, mens normanniske kilder hævder at kroningen blev udført af Stigand, som blev betragtet som en ikke kanonisk ærkebiskop af pavedømmet. Harolds krav på tronen var ikke fuldstændigt sikkert, da der var andre kombattanter, muligvis hans bror Tostig, der var i eksil. Kong Harald Hårderåde af Norge havde også krav på tronen, idet han var onkel og arving til kong Magnus 1., der havde indgået en pagt med Hardeknud omkring år 1040 om, at hvis enten Magnus eller Hardeknud døde uden arvinger, så ville den anden overtage tronen. Den sidste, der gjorde krav på tronen, var Vilhelm af Normandiet, hvis invasion kong Harold Godwinson forberedte sig på.
Harolds bror Tostig lavede sonderende angreb langs Englands sydkyst i maj 1066 og gik i land på Isle of Wight med en flåde, som Baldwin af Flandern havde udstyret ham med. Tostig har tilsyneladende kun fået ganske lidt lokal støtte, og yderligere plyndringer i Lincolnshire og nær floden Humber blev ikke en succes, så han trak sig tilbage til Skotland, hvor han blev i et stykke tid. Ifølge den normanniske forfatter William af Jumièges, havde Vilhelm i mellemtiden sendt en gesandt til kong Harold Godwinson, der skulle minde Harold om hans ed om at støtte Vilhelms krav, men det er uklart om det fandt sted. Harold samlede en hær og en flåde for at afværge Vilhelms invasionsstyrke og placerede tropper og skibe langs Den Engelske Kanal det meste af sommeren.

### Vilhelms forberedelse
William af Poitiers beskriver et koncil, som hertug Vilhelm indkaldte til. Han beskriver en stor debat mellem Vilhelms adelsfolk og støtter om risikoen ved en invasion af England. Selv om det sandsynligvis var et ret formelt møde, er det usandsynligt, at der foregik en debat, da hertugen på dette tidspunkt havde kontrol med sine adelsfolk, og de fleste af de forsamlede ville være nervøse over at sikre sig deres andel af belønningerne ved en erobring af England. William af Poitiers skriver også, at hertugen modtog pave Alexander 2.s godkendelse af invasionen og et paveligt banner. Kronikøren hævdede desuden, at hertugen fik støtte af den tysk-romerske kejser Henrik 4. og kong Svend Tveskæg. Henrik var stadig mindreårig, men det var mere sandsynligt, at Svend ville støtte Harold, der kunne hjælpe Svend mod den norske konge, så disse krav skal behandles varsomt. Selv om Alexander gav en pavelig velsignelse til erobringen efter den var gennemført, så findes der ikke andre kilder, der angiver, at paven støttede projektet inden invasionen. Begivenhederne efter invasionen med bøden, som Vilhelm betalte, og udtalelser af senere paver, underbygger ikke, at paven skulle have godkendt det. Vilhelm overdrog regeringen af Normandiet til sin hustru under invasionen.
Hele sommeren samlede Vilhelm en hær og en invasionsflåde i Normandiet. Selv om William af Jumièges påstår, at flåden bestod af 3.000 skibe, så er det en overdrivelse, men den var sandsynligvis stor og bygget fra bunden. William af Poitiers og William af Jumièges er uenige om, hvor flåden blev bygget.  Poitiers skriver, at det var ved udmundingen af Dives, mens Jumièges skriver at den blev bygget i Saint-Valery-sur-Somme. Men de er  enige om, at den sejlede fra Valery-sur-Somme. Flåden havde en hær og yderligere tropper fra Normandiet og Maine, et stort antal lejesoldater, allierede og frivillige fra Bretagne, Nordøstfrankrig og Flandern, og nogle fra andre dele af Europa. På trods af at hæren og flåden var klar allerede i begyndelsen af august, så opholdt dårlig vind skibene i Normandiet til slutningen af september. Der var sandsynligvis også andre ting, der forsinkede Vilhelm. Som rapporter fra England, der afslørede, at Harold havde tropper langs kysten. Vilhelm vil have foretrukket at vente med invasionen, til han kunne gå i land uden modstand. Harold havde sine tropper klar hele sommeren, men da høsten kom, blev hæren opløst den 8. september.

### Tostig og Hårderådes invasion
Harolds bror Tostig og Harald Hårderåde invaderede Northumbria i september i 1066 og besejrede en lokal styrke under Morcar og Edwin under slaget ved Fulford nær York. Kong Harold modtog besked om deres invasion og marcherede nordpå, hvor han besejrede de invaderende vikinger og dræbte Tostig og Hårderåde den 25. september under slaget ved Stamford Bridge. Den normanniske flåde satte sejl to dage senere og gik i land i England ved Pevensey Bay den 28. september. Vilhelm gik mod Hastings, nogle få kilometer mod øst, hvor han byggede en fæstning som base for sine operationer. Derfra plyndrede han området og afventede, at Harold skulle vende tilbage fra Stamford Bridge. Da han havde valgt en base langt fra havet, kunne han ikke opretholde kommunikationen med Normandiet.

### Slaget ved Hastings
Efter at have besejret Harald Hårderåde og Tostig efterlod Harold en stor del af sin hær i nord med Morcar og Edwin og marcherede mod syd for at tages sig af den truende normanniske invasion. Han fandt sandsynligvis ud af, at Vilhelm var komme til landet, mens han marcherede. Harold stoppede i London og opholdt sig der i omkring en uge, inden har marcherede videre mod Hastings, og han brugte sandsynligvis omkring en uge på marchen. Det er i gennemsnit omkring 43 km om dagen, til omkring 320 km. Selv om Harold forsøgte at overraske normannerne, havde Vilhelms spejdere allerede rapporteret, at englænderne var ankommet. De præcise begivenheder der fulgte inden slaget er uklare, idet der er modstridende oplysninger i kilderne, men alle er enige om, at Vilhelm anførte sin hær fra borgen mod fjenden. Harold tog en forsvarsposition på toppen af Senlac Hill (nutidens Battle), omkring 10 km fra Vilhelms fæstning i Hastings.
Slaget begyndte omkring kl. 9 om morgenen den 14. oktober og varede hele dagen. Mens de store linjer er kendte, findes der ingen entydige beskrivelser af slaget. Selv om mændene på hver side var nogenlunde ens, så havde Vilhelm både kavaleri og infanteri med mange bueskytter, mens Harold kun havde fodsoldater og få bueskytter, hvis han overhovedet havde nogen. De engelske soldater dannede en skjoldmur langs kanten af bakken, og de var i første omgang så effektive, at Vilhelms hær blev slået tilbage og led store tab. En del af Vilhelms bretonske tropper gik i panik og flygtede, og nogle af englænderne har tilsyneladende forfulgt dem, til de selv blev angrebet og slået ihjel af det normanniske kavaleri. Under bretonernes flugt var der rygter blandt de normanniske soldater om, at hertugen var dræbt, men Vilhelm formåede at samle sine soldater. To nye normanniske retræter blev standset for igen at trække den engelske hær med efter dem og udsætte dem for gentagne angreb fra det normanniske kavaleri?????. Kilderne er mere forvirrede over begivenhederne om eftermiddagen, men det afgørende var Harolds død, som der er forskellige historier om: William af Jumièges skriver, at Harold blev dræbt af hertugen. På Bayeux-tapetet ses Harold med en pil i øjet, men det kan være en bearbejdning for at bekræfte 1100-tallets historier om, at Harold blev slået ihjel af en pil mod hovedet.
Harolds lig blev identificeret dagen efter slaget, enten ved hans rustning eller ved mærker på  kroppen. De døde englændere som Harolds brødre og huskarle blev efterladt på slagmarken. Gytha, Harolds moder, tilbød den sejrende hertug sin søns vægt i guld for at få liget udleveret, men ønsket blev ikke opfyldt. Vilhelm beordrede, at Harolds lig skulle kastes i havet, men om den ordre blev fulgt er uklart. Waltham Abbey, der blev grundlagt af Harold, påstod, at hans krop var begravet her i hemmelighed.

### March til London
Englænderne overgav sig ikke efter Vilhelms sejr. I stedet udnævnte nogle engelske gejstlige og stormænd Edgar Ætheling som konge, selv om deres støtte til Edgar kun var lunken. Efter at have ventet i kort tid, sikrede Vilhelm sig Dover, dele af Kent og Canterbury, mens han også sendte en styrke afsted for at erobre Winchester, hvor det kongelige skatkammer var. De sikrede områderne bag Vilhelm og hans retræte mod Normandiet, hvis han skulle få brug for det. Vilhelm marcherede nu til Southwark over Themsen fra London, som han nåede i slutningen af november. Derefter ledte han sine tropper syd og vest om London, hvor de brændte meget af på vejen. Han krydsede endelig Themsen ved Wallingford i begyndelsen af december. Vilhelm sendte herefter tropper ind til London for at opføre en borg. Han blev kronet Westminster Abbey juledag 1066.

## Konsolidering

### Første handlinger
Vilhelm blev i England efter sin kroning og forsøgte at forsone de indfødte stormænd. De overlevende jarler, Edwin af Mercia, Morcar af Northumbria, og Waltheof af Northampton fik sikret deres landområder og titler. Waltheof blev gift med Vilhelms niece Judith, datter Adelaide, der blev foreslået et ægteskab mellem Edwin og en af Vilhelms døtre. Edgar Ætheling har tilsyneladende også fået landområder. Kirkens jorder beholdt biskopperne som før invasionen. Harold og hans brødres familier mistede dog deres jord, og det samme gjorde andre, der havde kæmpet mod Vilhelm ved Hastings. I marts var Vilhelm sikker nok til at vende tilbage til Normandiet, men han tog Stigand, Morcar, Edwin, Edgar og Waltheof med sig. Han overlod styret af England til sin halvbror Odo, biskop af Bayeux og en anden indflydelsesrig støtte, William FitzOsbern, der var søn af hans tidligere værge. Begge mænd fik et jarldømme; FitzOsbern modtog Hereford (eller Wessex) og Odo fik Kent. Selv om han indsatte normannere til det overordnede styre, bibeholdt han mange af de oprindelige engelske sheriffer. Da han kom til Normandiet drog den nye engelske konge til Rouen og Abtei Fécamp, og han deltog i indvielsen af nye kirker ved to normanniske klostre.
Mens Vilhelm var i Normandiet, invaderede hans tidligere allierede Eustace, greve af Boulogne, Dover, men blev slået tilbage. Den engelske modstand var også begyndt med Eadric den Vilde angreb Hereford, og der var oprør i Exeter, hvor Harolds mor Gytha var centrum for modstanden. FitzOsbern og Odo fandt det vanskeligt at kontrollere befolkningen og gik i gang med at opføre en række borge for at fastholde grebet om kongeriget. Vilhelm vendte tilbage til England i december 1067 og gik mod Exeter, som han belejrede. Byen holdt ud i 18 dage, og derefter opførte Vilhelm en borg for at sikre sig kontrol. Harolds sønner plyndrede i mellemtiden i Sydvestengland fra en base i Irland. deres tropper gik i land nær Bristol, men blev besejret af Eadnoth. I påsken var Vilhelm i Winchester, hvor han snart efter fik følgeskab af sin kone, Matilda, som blev kronet i maj 1068.

### Engelsk modstand
I 1068 gjorde Edwin og Morcar oprør støttet af Gospatric. Kronikøren Orderic Vitalis skriver, at årsagen til Edwins oprør var, at det foreslåede giftemål mellem ham og en af Vilhelms døtre ikke havde fundet sted. Men en anden årsag var sandsynligvis William FitzOsberns øgede magt i Herefordshire, der påvirkede Edwins magt i hans eget jarldømme. Kongen marcherede gennem Edwins landområde og byggede en borg ved Warwick. Edwin og Morcar underkastede sig, men Vilhelm fortsatte til York, hvor han opførte borge i både York og Nottingham, før han vendte tilbage. På sin rejse mod syd begyndte kongen at opføre borge ved Lincoln, Huntingdon og Cambridge. Vilhelm overlod sine støtter ansvaret for sine nye fæstninger, blandt dem William Peverel i Nottingham og Henry de Beaumont i Warwick. Kongen vendte nu tilbage til Normandiet i slutningen af 1068.
Tidligt i 1069 startede Edgar Ætheling et oprør og angreb York. Selv om Vilhelm vendte tilbage til York og opførte endnu en borg, var Edgar på fri fod, og i efteråret slog han sig sammen med kong Svend af Danmark. Den danske konge havde en stor flåde med til England, og han angreb ikke bare York, men også Exeter og Shrewsbury. York blev erobret af Edgar og Svends samlede styrker. Edgar blev udråbt som konge af sine støtter, men Vilhelm svarede hurtigt igen og ignorerede et oprør i Maine. Vilhelm bar symbolsk sin krone i ruinerne af York juledag 1069 og fortsatte med at betale danerne for at forlade landet. Han marcherede til floden Tees, hvor han plyndrede landet, hvor han kom frem. Edgar, der havde mistet mange af sine tilhængere, flygtede til Skotland, hvor kong Malcolm 3. var gift med Edgars søster Margaret. Waltheof, der havde sluttet sig til oprøret, underkastede sig sammen med Gospatric, og de fik lov til at trække sig tilbage til deres egne områder. Vilhelm var dog ikke færdig: han marcherede over Penninerne om vinteren, og han besejrede de sidste oprørere ved Shrewsbury, før han opførte borge i Chester og Stafford. Dette felttog, hvor landområder blev ødelagt og nedbrændt af de kongelige styrker på deres march, bliver kaldt "Massakren i Nordengland" ("Harrying of the North"); det var ovre i april 1070, hvor Vilhelm for første gang bar sin krone ceremonielt til påske i Winchester.

### Kirkelige affærer
Mens Vilhelm var i Winchester i 1070 mødte han tre pavelige legater; John Minutus, Peter og Ermenfrid af Sion, som var udsendt af Pave Alexander. Legaterne foretog en ceremoniel kroning af Vilhelm i påsken. Historikeren David Bates ser kroningen som den pavelige blåstempling af Vilhelms erobring. Legaterne og kongen afholdt kirkelige råd for at reformere og omorganisere den engelske kirke. Stigand og hans bror, Æthelmær, biskop af Elmham, blev afsat fra deres bispeembeder. Nogle af de oprindelige abbeder blev også afsat ved rådsmødet i påsken eller et senere ved Whitsun. Ved koncilet i Whitsun blev Lanfranc udpeget som ærkebiskop af Canterbury og Thomas af Bayeux blev ny ærkebiskop af York, hvor han erstattede Ealdred, der døde i september 1069. Vilhelms halvbror, Odo, forventede muligvis at blive udnævnt til Canterbury, men Vilhelm ønskede sandsynligvis ikke at give så meget magt til et familiemedlem. En anden årsag til denne udnævnelse kan have være pres fra pavedømmet om at udnævne Lanfranc. Normanniske gejstlige erstattede de afsatte biskopper og abbeder, og der var kun to biskopper tilbage fra før erobringen. I 1070 grundlagde Vilhelm Battle Abbey, der var et ny kloster på stedet for slaget ved Hastings, dels som bod for de døde, dels som et mindesmærke over dem.

## Problemer i England og kontinentet

### Danske plyndringstogter og oprør
Selv om Svend havde lovet at forlade England, vendte han tilbage i foråret 1070 og plyndrede langs Humber og East Anglia mod Isle of Ely, hvor han slog sig sammen med Hereward the Wake, en lokal thegn. Herewards folk angreb Peterborough Abbey, som de erobrede og plyndrede. Vilhelm formåede at få Svend til at rejse væk igen med sin flåde i 1070, der gjorde det muligt for ham at vende tilbage til kontinentet for at tage sig af problemer i Maine, hvor byen Le Mans havde gjort oprør i 1069. En anden bekymring var Baldwin 6. af Flanderns død i juli 1070. Den førte til en arvefølgestrid, da hans enke, Richilde, regerede for deres to unge sønner, Arnulf og Baldwin. Hendes styre blev udfordret af Robert, Baldwins bror. Richilde foreslog et ægteskab med FitzOsbern, der var i Normandiet, og FitzOsbern accepterede. Men da han blev dræbt i februar 1071 under slaget ved Cassel, blev Robert greve. Han satte sig op imod Vilhelms magt på kontinentet, og slaget ved Cassel ændrede magtbalancen i Nordfrankrig ud over at koste Vilhelm en vigtig forbundsfælle.
I 1071 besejrede Vilhelm det sidste oprør i nord. Jarl Edwin blev forrådt af sine egne og dræbt, mens Vilhelm byggede en dæmning for at undertvinge Isle of Ely, hvor Hereward the Wake og Morcar gemte sig. Hereward slap væk, men Morcar blev taget til fange, frataget sit jarldømme og kastet i fængsel. I 1072 invaderede Vilhelm Skotland, og han besejrede Malcolm, der for nylig havde invaderet Nordengland. Vilhelm og Malcolm blev enige ved freden i Abernethy, og Malcolm gav sandsynligvis sin Duncan som gidsel for freden. En anden konsekvens af fredsaftalen var muligvis at Edgar Ætheling blev vist bort fra Malcolms hof. Vilhelm vendte  tilbage til Normandiet i begyndelsen af 1073 for at tage sig af Fulk le Rechin, greven af Anjous invasion af Maine. Med et hurtigt felttog erobrede Vilhelm Le Mans fra Fulk og afsluttede felttoget den 30. marts 1073. Det sikrede Vilhelms magt i Nordfrankrig, men den nye greve af Flandern tog imod Edgar Ætheling ved sit hof. Robert giftede sin halvsøster, Bertha, med Frankrigs kong Philip 1., som var modstander af den normanniske magt.
Vilhelm vendte tilbage til England for at frigøre sin hær i 1073, men vendte hurtigt tilbage til Normandiet, hvor han tilbragte hele 1074. Han overlod Englands styre til sine støtter som Richard fitz Gilbert og William de Warenne, samt Lanfranc. Vilhelm forlod England i et helt år. Det er tegn på, at han følte, at hans kontrol med kongeriget var sikret. Mens Vilhelm var i Normandiet, vendte Edgar Ætheling tilbage til Skotland fra Flandern. Den franske konge, der søgte folk som var imod Vilhelm, havde foreslået, at Edgar fik borgen Montreuil-sur-Mer ved kanalen. Det ville give Edgar en strategisk fordel mod Vilhelm. Edgar blev tvunget til at underkaste sig Vilhelm kort efter, men han fik  lov at vende tilbage til Vilhelms hof. Selv om han blev modarbejdet, vendte Philip sin opmærksomhed mod Bretagne, hvor han anførte et oprør i 1075.

### Jarlernes oprør
Mens Vilhelm ikke var i landet i 1075, konspirerede Ralph de Gael, jarlen af Norfolk og Roger de Breteuil og jarlen af Hereford om at sætte Vilhelm af tronen. Det blev kendt som "jarlernes oprør". Ralph var delvist bretoner, og han havde tilbragt det meste af sit liv inden 1066 i Bretagne, hvor han stadig havde jord. Roger var normanner, søn af William FitzOsbern, men han havde mindre autoritet, end hans fader havde haft. Ralphs autoritet har tilsyneladende også været mindre end hans forgængeres. Det er sandsynligvis årsagen til hans oprør.
Den præcise årsag til oprøret er uklar, men det blev igangsat ved brylluppet mellem Ralph og en af Rogers familiemedlemmer, som blev afholdt i Exning i Suffolk. Jarl Waltheof, var også involveret, på trods af at han var en af Vilhelms favoritter, og der var også bretonske herremænd, som var klar til at lave oprør for at støtte Ralph og Roger. Ralph anmodede også om dansk hjælp. Vilhelm blev i Normandiet, mens hans folk i England undertvang oprøret. Roger var ikke i stand til at forlade Herefordshire, fordi Wulfstan, biskoppen af Worcester og Æthelwig, Abbed af Evesham kæmpede mod ham. Ralph blev fanget på Norwich Castle af Odo af Bayeux, Geoffrey de Montbray, Richard fitz Gilbert og William de Warenne. Ralph forlod til sidst Norwich og overlod kontrollen til sin kone, hvorefter han rejste fra England og endte i Bretagne. Norwich blev belejret og overgav sig, og garnisonen fik lov at rejse til Bretagne. Imens ankom den danske konges bror Knud den Hellige til England med en flåde på 200 skibe, men det var for sent, da Norwich allerede havde overgivet sig. Danerne plyndrede langs kysten, før de vendte hjem. Vilhelm vendte tilbage til England senere i 1075 for at tage sig af den danske trussel og lod sin hustru Matilda styre Normandiet i mellemtiden. Han fejrede jul i Winchester og tog sig af afviklingen af oprøret. Roger og Waltheof blev holdt fanget, og Waltheof blev henrettet i maj 1076. Før var Vilhelm vendt tilbage til kontinentet, hvor Ralph havde fortsat oprøret fra Bretagne.

### Problemer hjemme og i England
Jarl Ralph havde sikret sig kontrol over borgen ved Dol, og i september 1076 rykkede Vilhelm ind i Bretagne og belejrede borgen. Kong Philip af Frankrig stoppede senere belejringen og besejrede Vilhelm ved Dol, og tvang ham tilbage til Normandiet. Selvom det var Vilhelms første nederlag i kamp, så ændrede det ikke tingene meget. Angrebet i Maine blev besejret i slutningen af 1076 eller 1077, hvor grev Fulk le Rechin angreb. Mere seriøst var Simon de Crépy, greve af Amiens, der gik i kloster. Før han blev en munk, overdrog han sit grevskab Vexin til kong Philip. Vexin var en stødpudestat mellem Normandiet og den franske konges landområder, og Simon havde støttet Vilhelm. Vilhelm fik forhandlet en fred med Philip i 1077 og sikrede en fredsaftale med grev Fulk i slutningen af 1077 eller begyndelsen af 1078.
I 1077 eller begyndelsen af 1078 begyndte der at opstå problemer mellem Vilhelm og hans ældste søn, Robert. Selv om Orderic Vitalis skriver, at det startede med et skænderi mellem Robert og hans to  brødre, Vilhelm og Henry, og en historie om at skænderiet begyndte med, at Vilhelm og Henrik smed vand på Robert, så er det mere sandsynligt, at Robert følte sig magtesløs. Orderic skriver, at han tidligere havde krævet kontrol over Maine og Normandiet, men var blevet afvist. Problemerne resulterede i, at Robert forlod Normandiet sammen med en gruppe unge mænd, hvoraf mange var sønner af Vilhelms støtter. Blandt dem var Robert af Belleme, William de Breteuil og Roger, søn af Richard fitz Gilbert. De tog til borgen ved Remalard, hvor de begyndte at plyndre inde i Normandiet. Plyndringsmændene blev støttet af mange af Vilhelms kontinentale fjender. Vilhelm angreb oprørerne med det samme og drev dem fra Remalard, men kong Philip gav den borgen ved Gerberoi, hvor flere sluttede sig til dem. Vilhelm belejrede Gerberoi i januar 1079. Efter tre uger gjorde de et udfald fra borgen, og de overraskede de belejrende. Vilhelm blev væltet af hesten af Robert og reddet fra at blive slået ihjel. Vilhelm var nødt til at standse belejringen og  vendte tilbage til Rouen. Den 12. april 1080 indgik Vilhelm og Robert et forlig, hvor Vilhelm bekræftede at Robert ville få Normandiet, når han døde.
Rygter om Vilhelms nederlag ved Gerberoi rev op i problemerne i Nordengland. I august og september 1079 plyndrede kong Malcolm af Skotland langs floden Tweed, og han ødelagde området mellem floden Tees og Tweed i en måned. Manglen på normannisk reaktion har tilsyneladende gjort befolkningen i Northumbria urolige, og i foråret 1080 gjorde den oprør mod Walcher, Biskop af Durham, og jarlen af Northumbria. Biskoppen blev dræbt den 14. maj 1080, og Vilhelm indsatte sin halvbror Odo for at tage sig af oprøret. Vilhelm rejste fra Normandiet i juli 1080, og i efteråret blev Vilhelms søn Robert sendt på et felttog mod skotterne. Robert plyndrede ind i Lothian, tvang Malcolm til at underkaste sig deres krav og byggede en fæstning ved Newcastle-on-Tyne inden han vendte tilbage til England. Kongen var i Gloucester til jul 1080, og i Winchester til Whitsun i 1081, hvor han bar sin krone ved begge lejligheder. Et paveligt sendebud ankom til England og bad Vilhelm sværgede Englands troskab til pavedømmet. Det afviste Vilhelm. Vilhelm besøgte også Wales i 1081, selv om de engelske og walisiske kilder er uenige om det egentlige formål med besøget. Den angelsaksiske krønike beskriver det som et felttog, mens walisiske kilder beskrev det som en pilgrimsfærd til St Davids til ære for Sankt David. David Bates, der har skrevet en biografi om Vilhelm, taler for, at den første forklaring er mest sandsynlig, idet magtbalancen i Wales var ændret, og Vilhelm  ønskede at udnytte situationen til at udvide sin magt. Mod slutningen af 1081 var Vilhelm tilbage på kontinentet og tog sig af uroligheder i Maine. Selv om han førte en ekspedition ind i Maine blev resultatet forhandlet af pavens legat.

### Sidste år
Der er kun sparsomme kilder til Vilhelms handlinger mellem 1082 og 1084. Ifølge historikeren David Bates er det sandsynligvis fordi, der kun skete lidet af interesse, og at Vilhelm var på kontinentet, så der ikke var noget at berette i den angelsaksiske krønike. I 1082 beordrede Vilhelm, at hans halvbror, Odo, skulle anholdes. Årsagen er uklar, da ingen har beskrevet, hvad der forårsagede uenigheden mellem halvbrødrene. Orderic Vitalis skrev senere, at Odo havde ambitioner om at blive pave. Orderic skrev også, at Odo havde forsøgt at overtale nogle af Vilhelms vasaler til at slutte sig til ham i en invasion af Syditalien. Det var at udfordre kongens autoritet over hans vasaller, som Vilhelm ikke havde tolereret. Selv om Odo forblev i fangeskab under resten af Vilhelms tid, blev hans landområder ikke konfiskeret. Der kom flere problemer i 1083, hvor Vilhelms ældste søn Robert atter  gjorde oprør med støtte fra den franske konge. Dronning Matilda døde den 2. november 1083 . Det var endnu et hårdt slag. Vilhelm var tæt knyttet til sin hustru.
Maine fortsatte med at skabe problemer, idet Hubert de Beaumont-au-Maine begyndt endnu et oprør, sandsynligvis i 1084. Hubert blev belejret i sin borg ved Sainte-Suzanne af Vilhelm i mindst to år, men fik til sidst forhandlet en fredsaftale med kongen. Vilhelms rejseaktiviteter i 1084 og 1085 er ikke klarlagt; han var i Normandiet ved påske 1084, men kan også have været i England for at indsamle danegæld, der skulle betales for at beskytte England mod Knud af Danmark. Selv om engelske og normanniske styrker stadig var på vagt i 1085 og 1086, var truslen om en invasion ovre med Knuds død i juli 1086.

## Vilhelm som konge

### Ændringer i England
Som en del af sin indsats for at sikre England beordrede Vilhelm opførelsen af en lang række borge, keeps og motte-fæstninger; blandt dem er det centrale keep på Tower of London, White Tower og Windsor Castle. Disse forskansninger gjorde det muligt for normannere at trække sig tilbage i sikkerhed, hvis de blev truet af oprør, og garnisoner kunne være beskyttet i besatte landområder. De tidligere borge var blot simple fæstninger i jord og træ, som senere blev erstattet med bygninger i sten.
Først havde de fleste af normannerne, der bosatte sig i England, ikke  egne len, men gradvist modtog disse riddere deres egne områder i en proces kaldet subinfeudation. Vilhelm krævede også, af hans nye stormænd gav et fast antal soldater og riddere, ikke blot til militære felttog men også til forskellige garnisoner. Denne organisering var ny i England, hvor der før var en hird.
Ved Vilhelms død var de fleste af de angelsaksiske aristokrater erstattet af normanner og andre stormænd fra kontinentet. Ikke alle normannerne, der fulgte Vilhelm i 1066, modtog store landområder i England. Nogle har tilsyneladende været modvillige til at få land i et kongerige, som ikke altid virkede roligt. Selv om om nogle af de nyrige normannere i England kom fra Vilhelms nærmeste familie eller fra den normanniske overklasse, så kom andre fra relativt beskedne kår. Vilhelm gav også landområder til sine støtter fra kontinentet fra englændere; andre gange gav han en gruppe landområder, der tidligere var ejet af englændere, til én normannisk støtte, ofte for at gøre det muligt at konsolidere landet med en strategisk placeret borg.
Den middelalderlige krønikeskriver William af Malmesbury skriver, at kongen beslaglagde og affolkede 36 sogne og gjorde dem til den kongelige New Forest for at understøtte de kongelige jagter, som Vilhelm gik meget op i. Moderne historikere mener, at affolkningen af New Forest er stærkt overdrevet. Det meste af området havde dårlig landbrugsjord, og arkæologiske og geografiske studier viser, at New Forest sandsynligvis var tyndt befolket, da det blev kongelig skov. Vilhelm var kendt for at holde meget af jagt, og han indførte skovloven i landet for at regulere hvem, der kunne jage, og hvad der måtte jages.

### Administration
Vilhelm forsøgte ikke efter 1066 at integrere de forskellige områder, han herskede over, til ét samlet kongerige med fælles love. Hans segl efter 1066, som stadig findes i seks udgaver, blev fremstillet til ham, efter han havde erobret England og var blevet konge, men det nævner ham også som hertug. Når han var i Normandiet, erkendte han, at han skulle sværge troskab til den franske konge, men når han var i England, erkendte han det ikke. Det er yderligere bevis for, at de forskellige landområder, som Vilhelm herskede over, blev betragtet som selvstændige. Det administrative maskineri i Normandiet, England og Maine fortsatte uafhængigt af hinanden. England fortsatte med at bruge writ, hvilket ikke var kendt på kontinentet. Derudover adskilte de chartre og dokumenter til regeringen i Normandiet sig fra dem, som blev skrevet i England.
Vilhelm overtog en engelsk regering, der var mere kompleks end det normanniske system. England var inddelt i shires eller counties, som var underinddelt i enten hundreds eller wapentakes. Hvert shire blev administreret af en kongelig embedsmand (en sheriff), der havde nogenlunde samme status som en normannisk viscount. En sheriff var ansvarlig for den kongelige lovgivning og at opkræve penge til kongen. For at holde styr på sit udvidede kongerige blev Vilhelm nødt til at rejse mere end som hertug. Han rejste frem og tilbage mellem kontinentet og England mindst 19 gange mellem 1067 og sin død. Vilhelm tilbragte det meste af sin tid i England mellem slaget ved Hastings og 1072, og herefter brugte han det meste af sin tid i Normandiet. Regeringen var stadig centreret omkring Vilhelms kongelige hushold; når han var i en del af sine riger, så blev beslutninger taget i andre dele og sendt videre gennem breve og andre dokumenter. Vilhelms udnævnte også embedsmænd, som kunne tage beslutninger, når han ikke var til stede, særligt hvis hans fravær forventedes at vare lang tid. Normalt var det et medlem af Vilhelms nærmeste familie; ofte hans halvbror Odo eller hans hustru Matilda. Nogle gange blev de udnævnt til at varetage særlige opgaver.
Vilhelm fortsatte med at indkræve danegæld, der var en jordskat. Det var den eneste universelle form for skatteopkrævning blandt de vesteuropæiske herskere i denne periode. Det var en årlig skat baseret på værdien af den jord en person ejede, og den kunne blive indkrævet i forskellige rater. De fleste år havde en skat på 2 shillings per hide, men i kriser kunne det øges helt op til 6 shillings per hide. Mønter mellem forskellige dele af riget fortsatte med at blive slået i forskellige legeringer og forskellig stil. Engelske mønter havde generelt højt sølvindhold, og de havde en højt kunstnerisk standard, og de skulle slås på ny hvert tredje år. Normanniske mønter havde meget lavere sølvindhold, og de var ofte mere sjuskede, og der gik længere imellem, at der blev slået om. I England var kun engelske mønter tilladt, mens der på kontinentet godt kunne bruges fremmed mønt. Der er ingen tegn på, at mange engelske pennies cirkulerede i Normandiet. Det viser, at der kun blev gjort ganske lidt for at integrere møntsystemet i England og Normandiet.
Ud over skatten blev Vilhelms besiddelser i England styrket under hans styre. Som kong Edvards arving kontrollerede han alle de tidligere kongelige landområder. Han fastholdt også kontrollen over meget af det land, som Harold og hans familie havde haft, hvilket gjorde kongen til langt den største verdslige jordejer i England.

### Domesday Book
Ved juletid 1085 beordrede Vilhelm en undersøgelse af de jordbesiddelser, som han selv og hans vasaler havde i kongeriget, organiseret efter county. Det blev til det værk, som i dag kendes som Domesday Book. Den lister hvert county med en oversigt over landområder grupperet efter jordejeren. Listen beskriver jordområder, hvem der har ejet området inden erobringen, værdien, hvad skattegrundlaget var og normalt også antallet af bønder, plove og andre ressource det måtte have. Byer blev listet separat. Alle engelske counties syd for floderne Tees og Ribble er med, og hele værket synes at være færdigt inden 1. august 1086, hvor den angelsaksiske krønike skriver, at Vilhelm modtog resultatet, og at alle stormændene svor Salisburyeden, der var en fornyelse af deres troskab. Vilhelms egentlige motiv for at igangsætte oversigten er ikke helt klart, men den havde sandsynligvis til formål at lave en oversigt over de feudale forpligtelser og berettige højere skatter.

## Død og eftermæle
Vilhelm forlod England mod slutningen af 1086. Tilbage på kontinentet giftede han sin datter, Constance, med Alan Fergant, hertugen af Bretagne, i forlængelse af hans politik om at søge allierede mod den franske konge. Vilhelms søn Robert var stadig allieret med den franske kong Philip 1., og det har tilsyneladende øget problemerne så meget, at Vilhelm førte en ekspedition til det franske Vexin i juli 1087. Imens Vilhelm beslaglagde Mantes blev han enten syg eller såret til hest. Han blev bragt til klostret Saint Gervase ved Rouen, hvor han døde den 9. september 1087. Begivenhederne op til hans død er forvirrende, da der findes to beretninger: Orderic Vitalis har en længere beskrivelse af taler, som blev holdt af mange fremtrædende personer, men det er sandsynligvis mere en beretning om, hvordan en konge burde dø, frem for en beskrivelse af hvad der faktisk skete. Den anden beretning De Obitu Willelmi, eller Om Vilhelms Død, har vist sig at være en kopi af to beretninger fra 800-tallet, hvor navnene er blevet ændret.
Vilhelm overlod Normandiet til Robert og England til sin anden søn, der ligeledes hed Vilhelm, under antagelse af, at han ville blive konge. Hans yngste søn, Henrik, fik penge. Efter at have betroet England til sin anden søn, sendte han den yngre Vilhelm tilbage til England den 7. eller 8. september med et brev til Lanfranc, som beordrede ærkebiskoppen til at hjælpe den nye konge. Han testamenterede også gaver til kirken og gav penge til de fattige. Vilhelm beordrede også, at alle hans fanger skulle løslades, også hans halvbroder Odo.
Uorden fulgte Vilhelms død: alle, der havde været ved hans dødsleje, efterlod liget i Rouen og skyndte sig hjem for at tage sig af deres egne affærer. Til sidst fik de gejstlige i Rouen arrangeret, at liget blev ført til Caen, hvor Vilhelm ønskede at blive begravet i Abbaye-aux-Hommes, som han havde grundlagt. Begravelsen, hvor biskopper og abbeder fra Normandiet deltog samt hans søn Henrik, blev forstyrret af en borger i Caen, som hævdede, at hans familie ulovligt var frataget den jord, som kirken var bygget på. Anklagerne viste sig at være sande, og borgeren fik erstatning. Yderligere problemer opstod, da liget blev sænket i graven. Liget var større end graven, og mens følget pressede det ned i graven, sprængtes det og spredte en modbydelig lugt i hele kirken.
Vilhelms grav er i dag markeret med en marmorflise med en latinsk inskription fra begyndelsen af 1800-tallet. Graven er forstyrret adskillige gange siden 1087. Først i 1522, hvor den blev åbnet efter ordre af paven. Liget blev lagt tilbage i graven. I 1562 under De franske religionskrige blev graven atter åbnet, og knoglerne blev spredt og gik tabt med undtagelse af en lårknogle. Dette relikvie blev genbegravet i 1642 under en ny gravsten, som 100 år senere blev erstattet af et  monument. Graven blev ødelagt igen under den franske revolution, men blev til sidst erstattet af den nuværende marmorplade.

## Eftermæle
Den konsekvens af Vilhelms død var en krig mellem hans to sønner Robert og Vilhelm om kontrollen over England og Normandiet. Selv efter den unge Vilhelms død i 1100 da hans yngre bror Henrik blev konge, var der uenighed om kontrollen over Normandiet og England, til Robert blev taget til fange af Henrik under slaget ved Tinchebray i 1106. Problemer om arvefølgen førte til, at herredømmet i Normandiet gik tabt, og aristokratiet fik tilkæmpet sig meget af den magt, som det havde tabt til den ældre Vilhelm. Hans sønner mistede også kontrollen over Maine, hvor der blev oprør i 1089, og borgerne formåede stort set at slippe for normannisk indflydelse.
Vilhelms erobring påvirkede England meget: der var  ændringer i kirken, aristokratiet, kulturen og sproget. De har varet helt til vor tid. Erobringen skabte tættere kontakt mellem Frankrig og England, og båndene mellem Frankrig og England varede gennem hele middelalderen. En anden konsekvens af Vilhelms invasion var, at det tætte bånd mellem England og Skandinavien ophørte. Vilhelms regering blandede elementer fra de engelske og normanniske styresystemer til et nyt system, der lagde grunden til det engelske kongerige i middelalderen. Hvor abrupt og vidtrækkende disse ændringer var er stadig årsag til debat blandt historikere. Nogle, som Richard Southern påstår, at erobringen bragte den største ændring i Europas historie mellem Det Vestromerske Riges fald og 1900-tallet. Andre, som H. G. Richardson og G. O. Sayles, ser de ændringer som erobringen medførte som mindre voldsomme end Southern. Historikeren Eleanor Searle beskriver Vilhelms invasion som "en plan som ingen anden hersker end en skandinav nogensinde vil overveje".
Vilhelms styre skabte kontroverser allerede før hans død. William af Poitiers skrev glødende om Vilhelms regering og dens fordele, mens den angelsaksiske krønike, som er skrevet efter hans død, fordømte Vilhelms hårde vilkår og regler. I årene efter erobringen har politikere og andre ledere brugt Vilhelm og begivenhederne under hans styre til at illustrere politiske begivenheder op gennem Englands historie. Under dronning Elizabeth 1. af England så ærkebiskop Matthew Parker erobringen som en fordærvelse af den renere engelsk kirke, som Parker forsøgte at genskabe. I 1600- og 1700-tallet så nogle historikere og advokater Vilhelms styre, som at pålægge angelsakserne en  "Norman yoke" . Det er et argument, der er fortsat op i 1800-tallet med yderligere uddybninger i nationalistisk stil. De forskellige kontroverser har ført til, at Vilhelm af nogle historikere ses som en af grundlæggerne af Englands storhed. Og af andre som en, der har påført et af de største nederlag i Englands historie. Andre har set Vilhelm som en fjende af den engelske forfatning, eller som grundlæggeren af samme.

## Familie og børn
Vilhelm og hans hustru Matilda af Flandern havde mindst ni børn. Rækkefølgen på drengene er klar, men der er ingen kilde, som beskriver rækkefølgen på døtrene.
1. Robert født mellem 1051 og 1054, død 10. februar 1134.[47] Hertug af Normandy, gift med Sybilla af Conversano, datter af Geoffrey, greve af Conversano.[144]
2. Richard, søn af Vilhelm Erobreren blev født før 1056, død omkring 1075.[47]
3. Vilhelm blev født mellem 1056 og 1060, død 2. august 1100.[47] Konge af England, dræbt i New Forest.[145]
4. Henrik blev født i slutningen af 1068, død 1 december 1135.[47] Konge af England, gift med Edith af Skotland, datter af Malcolm 3. af Skotland. Hans anden kone var Adeliza af Louvain.[146]
5. Adeliza (eller Adelida,[147] Adelaide[146]) død før 1113, tilsyneladende trolovet med Harold 2. af England, sandsynligvis nonne på Saint Léger i Préaux.[147]
6. Cecilia (eller Cecily) blev født før 1066, død 1127, abbedisse i Ste-Trinité i Caen.[47]
7. Matilda[2][147] blev født omkring 1061, muligvis død omkring 1086.[146] Nævnes i Domesday Book som datter af Vilhelm.[47]
8. Constance død 1090, gift med Alan 4. Fergent, Hertug af Bretagne.[47]
9. Adela død 1137, gift Stephen, greve af Blois.[47]
10. (Muligvis) Agatha, Alfonso 6. af León og Castiliens forlovede.[x]

Der er intet bevis for, at Vilhelm har haft uægte børn.